# Rahallé
Rahallé, parfois orthographié Rahalé, est une localité située dans le département de Ziga de la province du Sanmatenga dans la région Centre-Nord au Burkina Faso.

## Histoire
Le village est administrativement rattaché à Boinkoubouga.

## Économie
L'agro-pastoralisme est l'activité principale de Rahallé.

## Éducation et santé
Le centre de soins le plus proche de Rahallé est le centre de santé et de promotion sociale (CSPS) de Ziga tandis que le centre hospitalier régional (CHR) se trouve à Kaya.
Le village ne possède pas d'école primaire, la plus proche étant celle de Boinkoubouga.